# Discodoris
Discodoris Bergh, 1877 è un genere di molluschi nudibranchi della famiglia Discodorididae.

## Tassonomia
Il genere comprende le seguenti specie:
- Discodoris achroma Valdés, 2001
- Discodoris boholiensis Bergh, 1877
- Discodoris branneri MacFarland, 1909
- Discodoris cebuensis Bergh, 1877
- Discodoris coerulescens Bergh, 1888
- Discodoris erubescens Bergh, 1884
- Discodoris ghanensis Edmunds, 2011
- Discodoris glabella (Bergh, 1907)
- Discodoris labifera (Abraham, 1877)
- Discodoris laminea (Risbec, 1928)
- Discodoris mortenseni Ev. Marcus & Er. Marcus, 1963
- Discodoris natalensis (F. Krauss, 1848)
- Discodoris perplexa (Bergh, 1907)
- Discodoris pliconoto Moro & Ortea, 2015
- Discodoris pseudida (Bergh, 1907)
- Discodoris purcina Ev. Marcus & Er. Marcus, 1967
- Discodoris rosi Ortea, 1979
- Discodoris sauvagei (Rochebrune, 1881)
- Discodoris stellifera (Vayssière, 1903)
- Discodoris tristis Bergh, 1899
- Discodoris turia Burn, 1969